# V383 Большого Пса
V383 Большого Пса (лат. V383 Canis Majoris) — одиночная переменная звезда в созвездии Большого Пса на расстоянии (вычисленном из значения параллакса) приблизительно 16607 световых лет (около 5092 парсеков) от Солнца. Видимая звёздная величина звезды — от +12,2m до +11,7m.

## Характеристики
V383 Большого Пса — красная пульсирующая полуправильная переменная звезда типа SRB (SRB) спектрального класса Me.